# Göta (Lilla Edet)
Pour les articles homonymes, voir Göta.
Göta est une localité suédoise de la commune de Lilla Edet en Suède. Elle est peuplée de 970 habitants et est traversée par le canal Göta. Avant 1906, elle s'appelait Haneström.